# Trasporti nel Regno Unito
Questa voce raccoglie i principali tipi di trasporti nel Regno Unito.

## Sistema ferroviario

### Rete ferroviaria
- totale: 16 454 km.
- a scartamento standard: 16 151 km con uno scartamento di 1 435 m (5 248 km elettrificati) (2008)
- a scartamento largo: 303 km con uno scartamento di 1 600 m (nell'Irlanda del Nord).

### Reti metropolitane

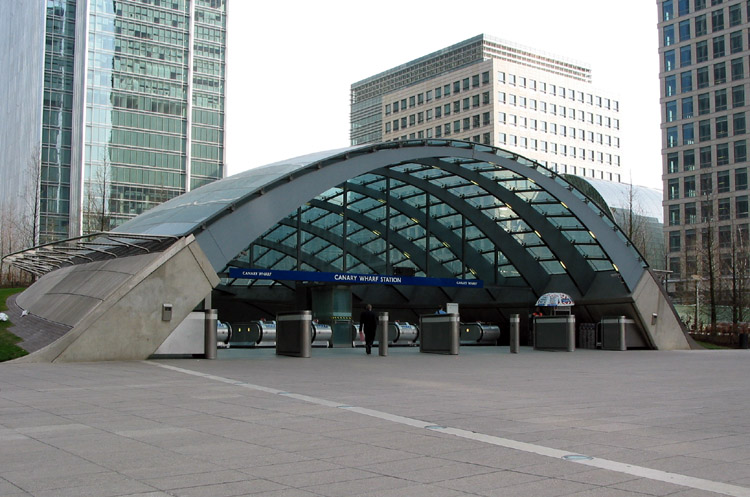
Entrata nella Metropolitana di Canary Wharf

Le città dove è presente la metropolitana in Gran Bretagna sono:
- Glasgow
- Londra
- Newcastle upon Tyne

### Reti tranviarie
- Docklands Light Railway in East London
- Manchester Metrolink
- Sheffield Supertram
- Midland Metro
- Tramlink
- NET
- Edinburgh Trams

### Collegamenti ferroviari con paesi confinanti
- Francia - Sì - Eurotunnel

## Sistema stradale, autostradale, tangenziali
- totali: 398 366 km

Tutte le strade Britanniche sono asfaltate.

## Idrovia
Sono presenti 3200 km di acque navigabili, di cui 620 km sono adibiti al commercio.

## Porti
Dover, Felixstowe, Immingham, Liverpool, Londra, Southampton, Teesport, Forth Ports, Hound Point, Milford Haven.

## Aeroporti

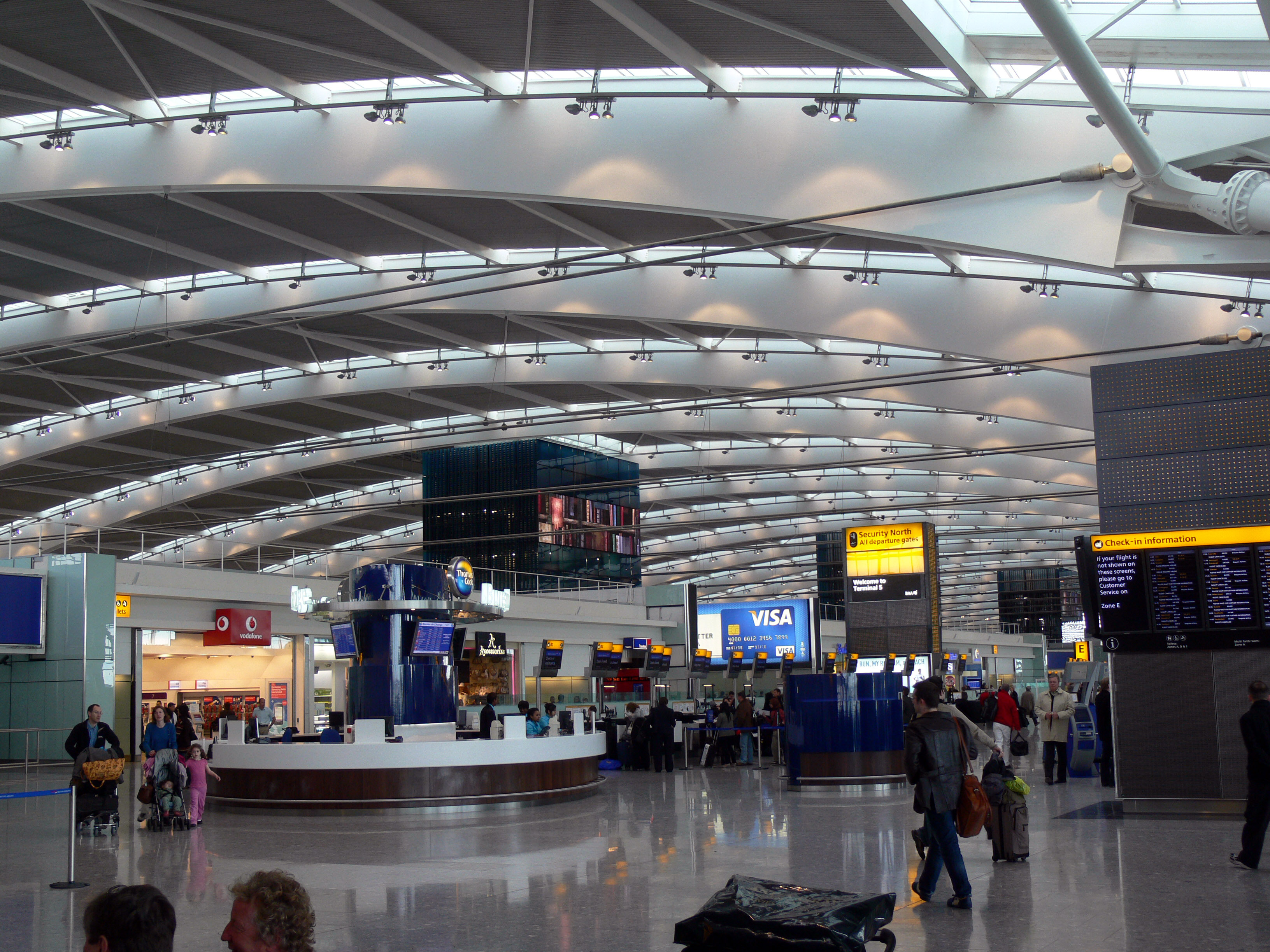
Terminal 5

In totale: 506 (2009)

### Aeroporti con piste asfaltate
- totale: 307

Lunghezza piste:
- oltre 3.047 m: 9
- tra 2.438 e 3.047 m: 32
- tra 1.524 e 2.437 m: 125
- tra 914 e 1.523 m: 77
- sotto i 914 m: 64

### Aeroporti con piste non asfaltate
- totale: 199

Lunghezza piste:
- oltre 3.047 m: 1
- tra 1.524 e 2.437 m: 3
- tra 914 e 1.523 m: 22
- sotto 914 m: 173

### Eliporti
In totale: 11 (2009)